# Coto Ríos
Coto Ríos es una pedanía del municipio jiennense de Santiago-Pontones, ubicada dentro de la Sierra de Segura.
Se encuentra en la orilla derecha del río Guadalquivir.
Este se encuentra a 2,5 km del centro exacto de la Sierra.
A causa de las obras del embalse del Tranco de Beas la aldea de Bujaraiza (actualmente cerca del parque cinegético),fue desahuciada. Por este desahucio se estableció una aldea de protección oficial para estos campesinos. Aldea que ahora se le conoce como Coto Ríos. Entre sus personajes influyentes se encuentra la dramaturga María Fernandez Salas, coloquialmente conocida como Marifersa.
Económicamente Coto Ríos se basa en el turismo, así como en los trabajos forestales que se realizan en el entorno.